# Claudius Lavergne

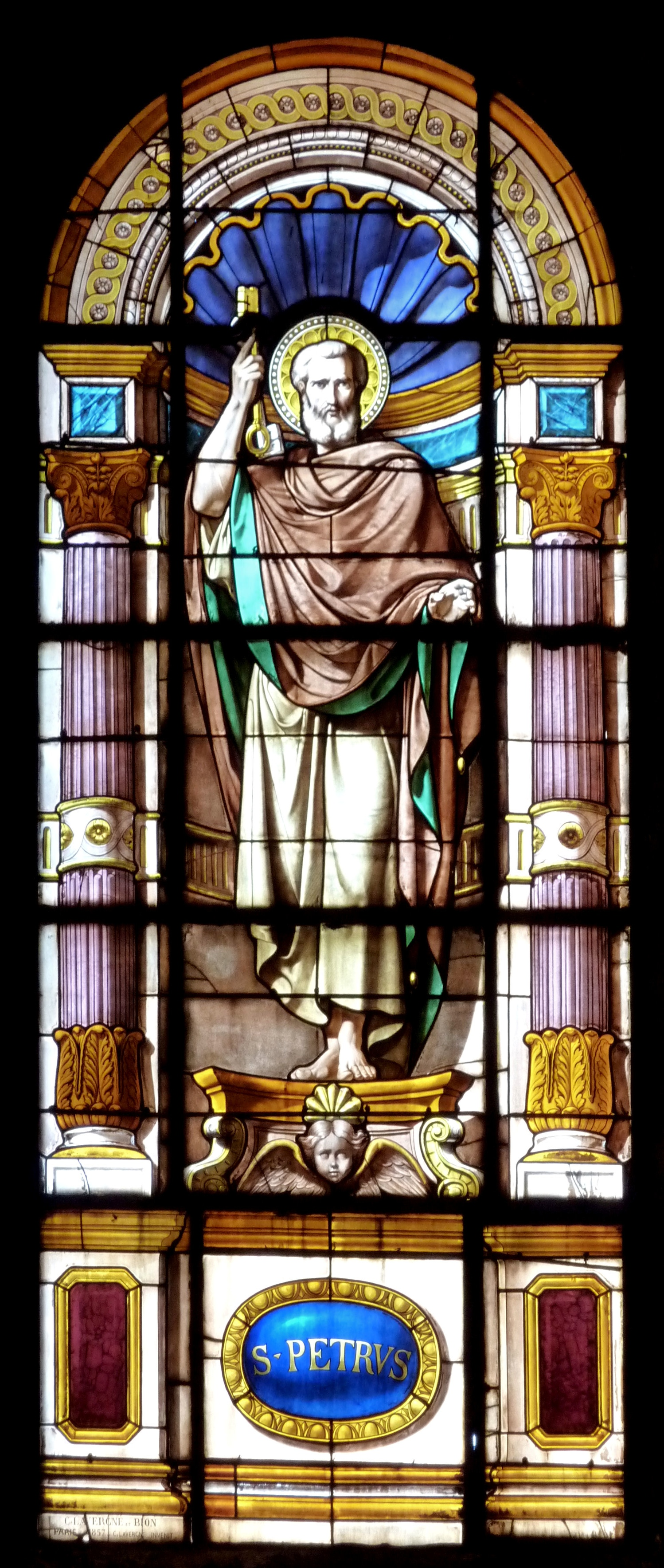
Saint Pierre kapel van de Lariboisière Hospital in Parijs

Claudius Lavergne (* Lyon, 1814 – † Parijs, 1887) was een Franse kunstschilder, kunstcriticus, en glaskunstenaar. 
Lavergne  studeerde aan de École des Beaux Arts in Lyon, als leerling van Ingres. Aanvankelijk verwierf hij bekendheid met zijn gebrandschilderde ramen, welke onder andere terug te vinden zijn in de Onze-Lieve-Vrouwekathedraal in Senlis. Zijn werkplaats was aan Nr. 74, rue d'Assas in Parijs. Later werd hij inspecteur voor Monument historique. 
- Bibliothèque nationale de France: cb12995079b (data)
- Gemeinsame Normdatei: 189386630
- International Standard Name Identifier: 0000 0000 7974 4299
- Library of Congress Control Number: nr95003259
- RKD-Nederlands Instituut voor Kunstgeschiedenis: 48399
- Système universitaire de documentation: 057191387
- Union List of Artist Names: 500002753
- Virtual International Authority File: 44431960
- WorldCat: E39PBJgxrWqDkY66t6M4C7y68C